# Meynes
Meynes is een gemeente in het Franse departement Gard (regio Occitanie). De plaats maakt deel uit van het arrondissement Nîmes. Meynes telde op 1 januari 2022 2.576 inwoners.

## Geografie
De oppervlakte van Meynes bedroeg op 1 januari 2022 16,66 vierkante kilometer; de bevolkingsdichtheid was toen 154,6 inwoners per km².

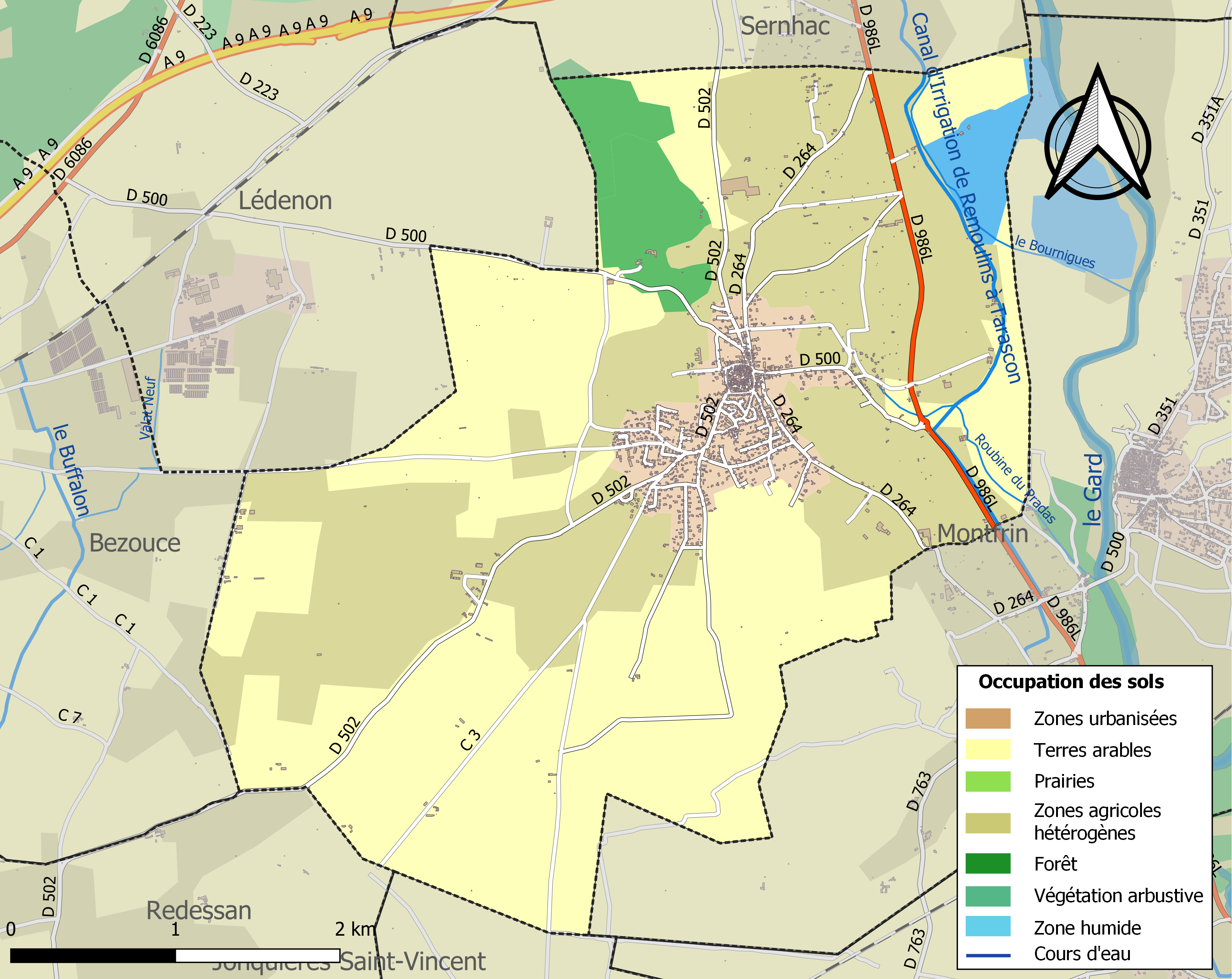
Kaart van de gemeente met belangrijkste infrastructuur, bodemgebruik en omliggende gemeenten

## Demografie
Onderstaande figuur toont het verloop van het inwonertal (bron: INSEE-tellingen).